# Haßlach (Teuschnitz)
Haßlach ist ein Gemeindeteil der Stadt Teuschnitz im oberfränkischen Landkreis Kronach in Bayern.

## Geographie
Haßlach ist eine ländlich strukturierte Ortschaft, die im Naturpark Frankenwald in der Nähe des Rennsteigs in einer Talsenke liegt. Durch den Ort fließt das gleichnamige Gewässer Haßlach, das etwa zwei Kilometer nordöstlich entspringt und bei Kronach in die Rodach mündet. Am Mühlenweg steht die sogenannte Haßlachbuche, die als Naturdenkmal geschützt ist. Die Kreisstraße KC 8 führt nach Teuschnitz zur Staatsstraße 2198 (3,7 km südlich) bzw. nach Steinbach am Wald zur Staatsstraße 2209 (1,9 km nordwestlich). Eine Gemeindeverbindungsstraße verbindet ebenfalls mit der St 2209 (2,1 km nördlich). Ein Wirtschaftsweg führt zur Bastelsmühle (1,3 km südwestlich). Durch den Ort verläuft der Fränkische Marienweg.

## Geschichte
Die Erstnennung war am 23. Juni 1250, als Otto von Lobenstein auf das Vogteirecht über Haßlach und Reichenbach verzichtete. Haßlach gehörte zum Kloster Langheim. Nachdem das Kloster in wirtschaftliche Schwierigkeiten geraten war, verkaufte es 1388 Haßlach mit seinen Besitzungen im Frankenwald an das Hochstift Bamberg.
Gegen Ende des 18. Jahrhunderts gab es in Haßlach 31 Anwesen (4 Güter, 3 Dreiviertelgüter, 10 Halbgüter, 1 Viertelgut, 11 Tropfhäuser, 2 halbe Tropfhäuser). Das Hochgericht übte das bambergische Centamt Teuschnitz aus. Die Dorf- und Gemeindeherrschaft sowie die Grundherrschaft hatte das Kastenamt Teuschnitz inne. Neben den Anwesen gab es noch 1 Kirche und 2 Halbgüter, die zu der Zeit unbewohnt waren.
Infolge der Säkularisation kam der Ort 1803 zu Bayern. Mit dem Gemeindeedikt wurde Haßlach dem 1808 gebildeten Steuerdistrikt Reichenbach zugewiesen. Mit dem Zweiten Gemeindeedikt 1818 entstand die Ruralgemeinde Haßlach. Sie war in Verwaltung und Gerichtsbarkeit dem Landgericht Teuschnitz zugeordnet und in der Finanzverwaltung dem Rentamt Rothenkirchen, 1919 in Finanzamt Rothenkirchen umbenannt. 1837 wurde Haßlach dem Landgericht Ludwigsstadt überwiesen. Von 1862 bis 1880 und von 1888 bis 1931 gehörte Haßlach zum Bezirksamt Teuschnitz, von 1880 bis 1888 und ab 1931 zum Bezirksamt Kronach (1939 in Landkreis Kronach umbenannt). Die Gerichtsbarkeit blieb beim Landgericht Ludwigsstadt (1879 in Amtsgericht Ludwigsstadt umbenannt, das 1956 Zweigstelle des Amtsgerichts Kronach wurde). Die Finanzverwaltung übernahm 1929 das Finanzamt Kronach.
Die Gemeinde hatte eine Fläche von 4,359 km². Am 1. Januar 1978 wurde Haßlach im Zuge der Gebietsreform in Bayern nach Teuschnitz eingemeindet.

### Baudenkmäler

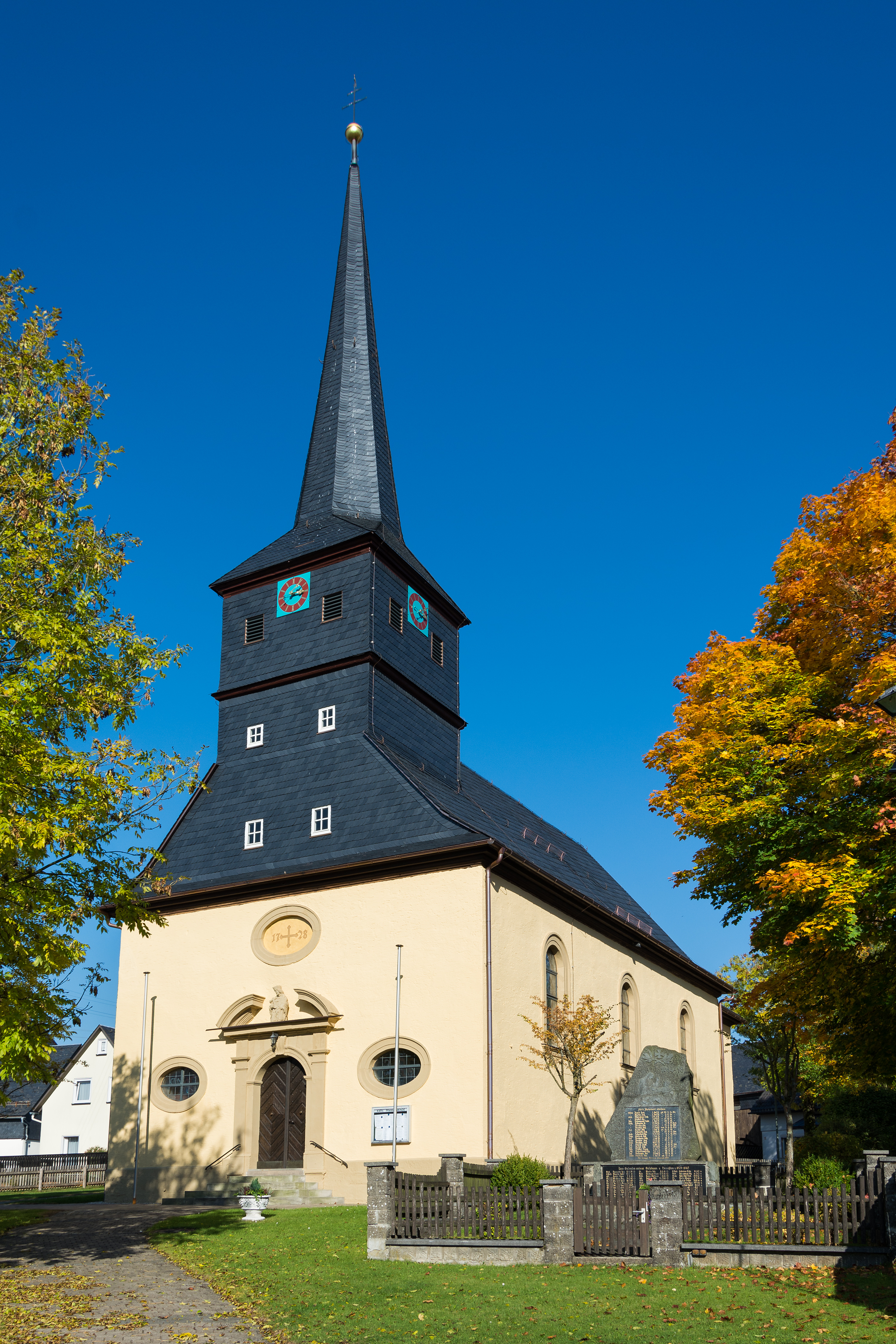
Wallfahrtskirche St. Maria

- Die katholische Wallfahrtskirche Maria, Königin der Märtyrer und der vierzehn heiligen Nothelfer geht auf einen Ersatzneubau von 1645/1646 zurück. Die jetzige Form als Saalbau mit Sandsteingliederungen, Satteldach und spitzbehelmtem Fassadenturm entstand 1728. Der Innenraum ist barock gestaltet. Der Hochaltar wurde 1665 für die Basilika Vierzehnheiligen  als Gnadenaltar geschaffen und rund hundert Jahre später nach Haßlach gegeben. Der eigentliche Gnadenaltar ist seitdem der rechte Seitenaltar.
- Dreiwappenstein am Kießlich und drei Bildstöcke sowie ein Wegkreuz

- Haus Nr. 12 war ein eingeschossiger Bau, ehemals vermutlich Wohnstallbau des frühen 19. Jahrhunderts, dessen Stallteil später als Haus Nr. 12a ausgebaut wurde. Verschiefert, mit zur Hälfte abgewalmten Mansarddach, am Walm kleiner Flachgiebel mit Schiefermedaillon, ist es bezeichnet mit „1808“.[10] Das Haus listete Tilmann Breuer in dem Buch Landkreis Kronach von 1964 mit seiner ursprünglichen Hausnummer als Kunstdenkmal auf. Es wird in der Denkmalschutzliste nicht geführt, da es entweder nicht aufgenommen, abgebrochen oder stark verändert wurde.

### Einwohnerentwicklung
| Jahr | Einwohner | Häuser | Quelle |
| ---- | --------- | ------ | ------ |
| 1818 | 144       | 30     | [ 8 ]  |
| 1840 | 219       |        | [ 12 ] |
| 1852 | 253       |        | [ 12 ] |
| 1855 | 262       |        | [ 12 ] |
| 1861 | 261       |        | [ 13 ] |
| 1867 | 280       |        | [ 14 ] |
| 1871 | 278       | 40     | [ 15 ] |
| 1875 | 296       |        | [ 16 ] |
| 1880 | 319       |        | [ 17 ] |
| 1885 | 333       | 54     | [ 18 ] |
| 1890 | 327       | 53     | [ 19 ] |
| 1895 | 343       |        | [ 12 ] |
| 1900 | 367       | 60     | [ 20 ] |

| Jahr | Einwohner | Häuser | Quelle |
| ---- | --------- | ------ | ------ |
| 1905 | 386       |        | [ 12 ] |
| 1910 | 440       |        | [ 21 ] |
| 1919 | 402       |        | [ 12 ] |
| 1925 | 489       | 69     | [ 22 ] |
| 1933 | 493       |        | [ 23 ] |
| 1939 | 572       |        | [ 23 ] |
| 1946 | 668       |        | [ 23 ] |
| 1950 | 684       | 95     | [ 24 ] |
| 1952 | 643       |        | [ 23 ] |
| 1961 | 652       | 119    | [ 1 ]  |
| 1970 | 649       |        | [ 25 ] |
| 1987 | 610       | 163    | [ 26 ] |
| 2012 | 520       |        | [ 2 ]  |

## Religion
Der Ort war bis zur ersten Hälfte des 20. Jahrhunderts ganz überwiegend katholisch. Eine katholische Bekenntnisschule gab es seit dem 19. Jahrhundert.
Bis zum 1912 war Haßlach eine Kuratie innerhalb der Pfarrei Teuschnitz und wurde 1938 zur Pfarrei erhoben. 1978 folgte die Umbenennung zur Pfarrei Reichenbach-Haßlach. Die zuständige evangelische Pfarrei ist die Martin-Luther-Kirche in Pressig.

## Wirtschaft
Seit 1977 betreibt das Unternehmen Petz Industries ein Werk in Haßlach. 170 Mitarbeiter (Stand 2018) fertigen Kunststoffteile, Baugruppen und komplette elektrotechnische Produkte.